# Akibaco
akibaco（アキバコ）は、賃貸に特化した検索エンジン。2020年7月時点は、約2,700万件のアパート、マンション、一戸建ての賃貸物件が掲載されている。
路線や駅、地域で賃貸住宅を検索する他にもデザイナーズ物件や話題沸騰中のリノベーション済み物件、高級物件など様々なこだわり条件から賃貸物件を検索可能。一人暮らし、新婚、カップル、DINKs向けやファミリー向けまで、多数の賃貸物件を取り扱っている。

## 運営会社
運営会社は、akibaco株式会社。
| 所在地   | 東京都千代田区丸の内一丁目８番１号丸の内トラストタワーN館19階 |
| 設立     | 2017年3月24日                                                 |
| 事業内容 | インターネットを利用した各種情報サービス業務                  |
| 資本金   | 1億5000万円（資本準備金：7500万円を含む）                     |

### 沿革
- 2017年9月 - 11日、賃貸ポータルサイト（akibaco）を開設[1]。
- 2018年12月 - 賃貸ポータルサイト（akibaco）のFAQサイトをリリース。
- 2019年
  - 1月 - オラクルのクラウドを活用し、カスタマー・サービスを強化[2]。
  - 2月 - 賃貸ポータルサイト（akibaco）に説明映像を追加。
- 2020年2月 - 賃貸ポータルサイト（akibaco）を全面リニューアル。

## 賃貸生活情報 コラム
akibacoのサイト内にて発信しているコラム。コラム内容は、部屋探しをしている人に向けて、全国津々浦々の暮らしに関わるちょっとした情報や、賃貸の豆知識、お役立ち情報を発信している。どの地域で暮らすか、ひとり暮らし・ファミリーだったら等々、それぞれの事情で変わる物件の探し方についても記載されている。